# Sojuz MS-01
Sojuz MS-01 (ryska: Союз МС-01) var en flygning i det ryska rymdprogrammet. Flygningen transporterade Anatolij Ivanisjin, Takuya Onishi och Kathleen Rubins till och från Internationella rymdstationen.
Flygningen var den första med Sojuz-MS versionen av Sojuz-farkosten.
Farkosten sköts upp med en Sojuz-FG-raket, från Kosmodromen i Bajkonur, den 7 juli 2016 och docka med rymdstationen två dagar senare.
Efter att ha varit dockad med stationen i 112 dagar lämnade farkosten stationen den 30 oktober. Några timmar senare återinträdde den i jordens atmosfär och landade i Kazakstan.
I och med att farkosten lämnade rymdstationen var Expedition 49 avslutad.

## Besättning
| Befälhavare    | Anatolij Ivanisjin, RSA Hans andra rymdfärd Expedition 48 / 49  |
| Flygingenjör 1 | Takuya Onishi, JAXA Hans första rymdfärd Expedition 48 / 49     |
| Flygingenjör 2 | Kathleen Rubins, NASA Hennes första rymdfärd Expedition 48 / 49 |

## Reservbesättning
| Befälhavare    | Oleg Novitskiy, RSA |
| Flygingenjör 1 | Thomas Pesquet, ESA |
| Flygingenjör 2 | Peggy Whitson, NASA |